# The Breakthrough
The Breakthrough è il settimo album in studio della cantautrice statunitense Mary J. Blige, pubblicato il 12 dicembre 2005.
L'album ha venduto più di 600 000 copie nella prima settimana di pubblicazione, debuttando in vetta alla Billboard Hot 100, e ha raggiunto ben presto le 3 milioni di copie vendute. Nel 2007 ha ricevuto un Grammy Award al miglior album R&B.

## Promozione
Il primo singolo estratto fu Be Without You, il quale ottenne un gran successo soprattutto in America. Dopo l'enorme riscontro ottenuto, la casa discografica decise di pubblicare come singolo per mercato europeo One, cover della celebre canzone degli U2, mentre Enough Cryin fu pubblicata per il mercato americano. One bissò il successo del primo singolo e in Europa fu uno dei successi più grandi del 2006. Infine il quarto singolo fu Take Me As I Am, distribuita esclusivamente per il mercato americano.

## Tracce
1. No one will do
2. Enough cryin (feat. Brook)
3. About you (feat. Will.i.am)
4. Be without you
5. Gonna breakthrough (feat. Brook)
6. Good woman down
7. Take me as I am
8. Baggage
9. Can't hide from luv (feat. Jay-Z)
10. MJB Da MVP
11. Can't get enough
12. Ain't really love
13. I found my everything (feat. Raphael Saadiq)
14. Father in you
15. Alone (feat. Dave Young)
16. One (feat. U2)
17. So lady (feat. Raphael Saadiq) (bonus track)